# Zimski jugo-kup 1937-1938
La Zimski jugo-kup u nogometu 1937./38. ("Coppa Jugo invernale di calcio 1937-38"), conosciuta anche come Zimski kup 1937-38, fu una competizione calcistica disputata nel Regno di Jugoslavia nel 1938.
Vi parteciparono tutte le squadre del Državno prvenstvo 1937-1938, eccetto lo HAŠK Zagabria (poi risultato il campione nazionale).

## Format
Nei primi due turni gli abbinamenti sono su base geografica, quindi le 4 squadre di Belgrado si affrontano fra loro (ed una sola giunge in semifinale) mentre dalle due di Zagabria esce quella che sfida la compagine di Lubiana nel secondo turno. Le ultime 2 squadre rimaste, da Sarajevo e Spalato, molto più distanti geograficamente, entrano direttamente in semifinale.

## Primo turno
| Squadra 1          | Totale | Squadra 2          | Andata     | Ritorno    |
| ------------------ | ------ | ------------------ | ---------- | ---------- |
|                    |        |                    | 02.01.1938 | 07.01.1938 |
| Jedinstvo Belgrado | 1 – 7  | Jugoslavija        | 1 – 2      | 0 – 5      |
| BSK Belgrado       | 7 – 4  | BASK Belgrado      | 3 – 3      | 4 – 1      |
| Građanski Zagabria | 6 – 1  | Concordia Zagabria | 4 – 1      | 2 – 0      |

## Secondo turno
| Squadra 1    | Totale | Squadra 2          | Andata     | Ritorno    |
| ------------ | ------ | ------------------ | ---------- | ---------- |
|              |        |                    | 16.01.1938 | 23.01.1938 |
| BSK Belgrado | 5 – 2  | Jugoslavija        | 4 – 1      | 1 – 1      |
| SK Lubiana   | 4 – 14 | Građanski Zagabria | 3 – 8      | 1 – 6      |

## Semifinali
| Squadra 1      | Totale | Squadra 2          | Andata     | Ritorno    |
| -------------- | ------ | ------------------ | ---------- | ---------- |
|                |        |                    | 30.01.1938 | 06.02.1938 |
| BSK Belgrado   | 12 – 0 | Slavija            | 11 – 0     | 1 – 0      |
| Hajduk Spalato | 0 – 3  | Građanski Zagabria | 0 – 1      | 0 – 2      |

## Finale
| Squadra 1          | Totale | Squadra 2    | Andata     | Ritorno    |
| ------------------ | ------ | ------------ | ---------- | ---------- |
|                    |        |              | 13.02.1938 | 20.02.1938 |
| Građanski Zagabria | 6 – 3  | BSK Belgrado | 4 – 1      | 2 – 2      |

### Andata
| Arbitro: | Mihajlo Popović (Belgrado) |

|                                                                                             |            | |
| Lešnik 6’ Chmelíček 30’, 81’ Wölfl 49’                                                      | Marcatori  | 11’ Božović                                                                                              |
| Glaser Hügl Cesarec Cimermančić Jazbinšek Kokotović Chmelíček Lešnik Wölfl Antolković Pleše | Formazioni | Mrkušić Dubac Stojilković Lechner Stevović Knežević Glišović B. Marjanović Valjarević Božović Podhradský |

### Ritorno
| Arbitro: | Miljenko Podubsky (Zagabria) |

| |            |                                                                                             |
| Glišović 31’, 35’                                                                                        | Marcatori  | 28’ Lešnik 88’ Pleše                                                                        |
| Mrkušić Dubac Stojilković Lechner Stevović Knežević Glišović B. Marjanović Valjarević Božović Podhradský | Formazioni | Glaser Hügl Cesarec Cimermančić Jazbinšek Kokotović Chmelíček Lešnik Wölfl Antolković Pleše |